# Juegos Olímpicos de Atenas 1896
Los Juegos Olímpicos de Atenas 1896, conocidos oficialmente como Juegos de la I Olimpiada, se celebraron en Atenas, Grecia, entre el 6 y el 15 de abril de 1896. Participaron 241 atletas masculinos —no hubo participación femenina— de 14 países, que disputaron en 43 competiciones de 9 deportes. Fueron los primeros Juegos Olímpicos de la Edad Contemporánea.
A pesar de los muchos obstáculos y reveses, los Juegos Olímpicos de 1896 fueron reconocidos como un rotundo éxito. Tuvieron la mayor participación internacional en un evento deportivo hasta esa fecha. El Estadio Panathinaikó, que fue el primer gran estadio del mundo moderno, vio rebasada su capacidad con la multitud de personas más grande que se había reunido jamás para ver un evento deportivo. Lo más sobresaliente para los griegos fue la victoria de su compatriota Spiridon Louis en la maratón. El competidor más exitoso fue el luchador y gimnasta alemán Carl Schuhmann, que ganó cuatro medallas de oro.
Desde entonces, cada cuatro años, deportistas de todos los países se reúnen para competir entre ellos. Solo las grandes guerras del siglo XX han impedido la realización de los Juegos Olímpicos, pero al culminar estas, se ha continuado con la tradición. Atenas organizó nuevamente los Juegos Olímpicos en 2004.

## Antecedentes
Durante el siglo XVIII, varios festivales deportivos a pequeña escala a lo largo de Europa se denominaron Juegos Olímpicos Antiguos. El barón Pierre de Coubertin tuvo la idea de revivir los antiguos Juegos Olímpicos, pero en forma de un evento multideportivo e internacional —los antiguos Juegos fueron en cierto modo internacionales, pues varias polis y colonias griegas tuvieron representación, pero solo se les permitió participar a los hombres libres de origen griego—, inspirándose en los juegos organizados por el hombre de negocios Evangelos Zappas en Grecia.
El 18 de junio de 1894, Coubertin organizó un congreso en la Universidad de la Sorbona, en París, para presentar sus planes a los representantes de sociedades deportivas de once países. Después de la aprobación de la idea por parte del congreso, comenzó la elección de una fecha y un lugar. Coubertin sugirió que los Juegos se desarrollasen en 1900, coincidiendo con la Exposición Universal de París, pero como una espera de seis años podía hacer disminuir el interés del público, los miembros del congreso optaron por llevar a cabo los Juegos inaugurales en 1896. El proceso de elección de la sede es todavía un misterio debido a las versiones contradictorias que existen. El 23 de junio de 1894 Demetrius Vikelas propuso oficialmente Atenas y como Grecia fue el lugar donde nacieron los Juegos Olímpicos, la propuesta fue aprobada unánimemente. Vikelas además fue elegido presidente del recién creado Comité Olímpico Internacional.

## Organización

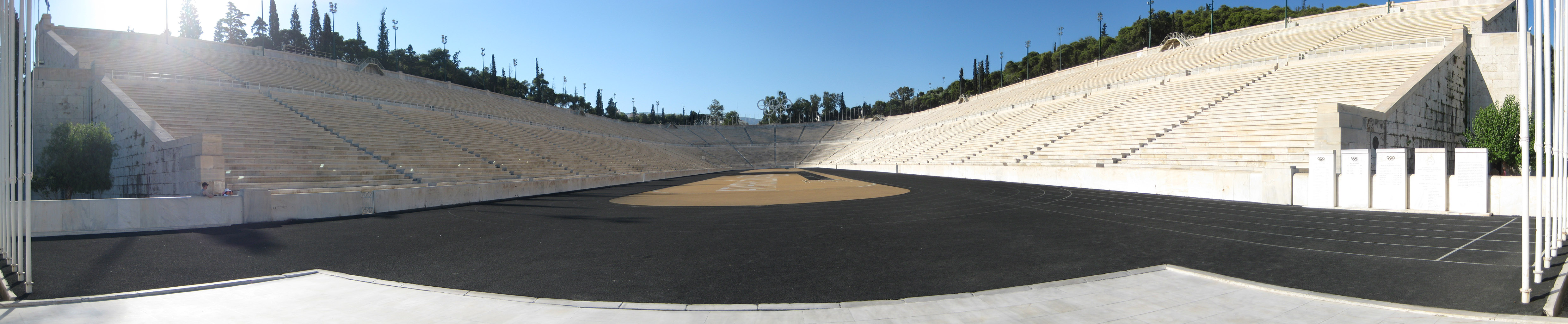
Panorámica del Estadio Panathinaikó.

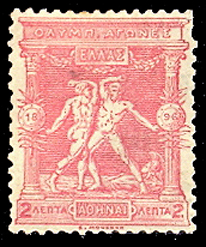
Primer sello olímpico.

La noticia de que los Juegos Olímpicos iban a regresar a Grecia fue recibida favorablemente por el público, los medios y la familia real griega. Según Coubertin, «el príncipe heredero Constantino recibió con gran agrado que los Juegos se inaugurasen en Atenas».
En los últimos años del siglo XIX, el puesto de primer ministro había sido alternado entre Charilaos Trikoupis y Theodoros Deligiannis. Debido a esta inestabilidad política y económica, tanto el primer ministro Trikoupis como Stephanos Dragumis creían que Grecia no podría realizar el evento. A finales de 1894, el comité organizador presentó un informe que afirmaba que el coste sería tres veces mayor a lo estimado originalmente por Coubertin, concluyendo que los Juegos no se realizarían. El costo total de los Juegos era de 3 740 000 dracmas, aproximadamente 448 000 dólares estadounidenses.

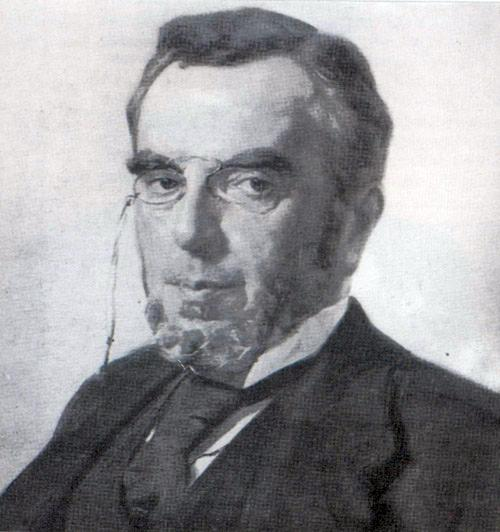
Demetrius Vikelas, el primer presidente del COI.

Con la perspectiva de revivir las Olimpiadas muy en duda, Coubertin y Vikelas iniciaron una campaña para mantener el Movimiento Olímpico con vida. Sus esfuerzos culminaron el 7 de enero de 1894, cuando Vikelas anunció que el príncipe Constantino asumiría la presidencia del Comité Organizador. Su primera responsabilidad fue la de obtener los fondos necesarios para realizar los Juegos confiando en que el patriotismo del pueblo griego le motivara a financiar el evento. Vikelas y los demás griegos hicieron casi todo el trabajo, en el que Coubertin tuvo muy poca participación. El entusiasmo de Constantino encendió una ola de contribuciones del público griego y los primeros esfuerzos consiguieron 330 000 dracmas. Se emitió una edición especial de sellos postales, consiguiendo 400 000 dracmas en ventas, y con la venta de boletos se obtuvieron 200 000 dracmas adicionales. Y a petición de Constantino, el hombre de negocios griego George Averoff accedió a pagar la restauración del Panathinaiko, donando cerca de un millón de dracmas para este proyecto. Como tributo a su generosidad, fue construida una estatua de Averoff, presentada el 5 de abril de 1896 en las afueras del estadio, donde  aún continúa.
Muchos de los atletas que participaron en los Juegos estaban de vacaciones o por motivos laborales en Atenas cuando estos se celebraron —algunos competidores británicos trabajaban para la Embajada Británica, por ejemplo—. No se designó una Villa Olímpica para los atletas hasta los Juegos Olímpicos de 1932, por lo que los atletas debían costearse sus gastos.
Los Juegos fueron un éxito. Participaron catorce países y 241 atletas. Después de su finalización, el barón de Coubertin propuso que se rotaran por todo el mundo. Esta idea no fue del agrado de los organizadores griegos que habían imaginado una cita mundial en Atenas cada cuatro años, pero permitió que la tradición iniciada con estos Juegos continuara hasta la actualidad.
La primera regulación votada por el COI en 1894 fue permitir únicamente la participación de atletas amateur en los Juegos. Se ha dicho que Coubertin usó esta restricción únicamente por consideraciones tácticas, para conseguir la reintroducción de los Juegos de manera más rápida. Las reglas y regulaciones de los deportes no eran uniformes, así que el Comité Organizador tuvo que elegir entre los códigos de las diferentes asociaciones atléticas nacionales. El jurado, los árbitros y el director de juego tenían los mismos nombres que en la antigüedad (Ephor, Helanodic y Alitarc). El rey Jorge I de Grecia actuó como árbitro final y según Coubertin, «su presencia dio peso y autoridad a las decisiones de los jueces».

## Desarrollo

### Ceremonia de Apertura

Ceremonia de Apertura en el Estadio Panathinaikó.

El 6 de abril —25 de marzo según el calendario juliano— se inauguraron los Juegos de la I Olimpiada. Era lunes de Pascua tanto para el cristianismo occidental como para la iglesia ortodoxa y, además, era el aniversario de la guerra de independencia de Grecia. Aproximadamente 80 000 espectadores asistieron al Estadio Panathinaikó, incluido el rey Jorge I de Grecia, su mujer Olga y sus hijos. La mayoría de los atletas se alinearon en el césped del estadio, agrupados por países. Después del discurso del presidente del comité organizador, el príncipe heredero Constantino, su padre abrió oficialmente los Juegos con las palabras:

Proclamo la apertura de los primeros Juegos Olímpicos internacionales en Atenas. Larga vida a la Nación. Larga vida al pueblo griego.

Después de esto, nueve bandas y 150 coristas interpretaron un Himno Olímpico, compuesto por Spyridon Samaras y escrito por el poeta Kostis Palamas. A partir de entonces, diferentes músicas sonaron en las ceremonias de apertura de los Juegos hasta 1960, fecha en que la composición de Samaras y Palamas se convirtió en el Himno Olímpico oficial (decisión tomada en la sesión del COI de 1958). Otros elementos de la actual ceremonia de apertura se iniciaron más tarde: la llama Olímpica se encendió por primera vez en 1928, el juramento de los atletas se prestó por primera vez en 1920 y el de los jueces en 1972.

### Deportes
En el I congreso del Comité Olímpico Internacional de 1894 en la Sorbona, salió elegido como primer presidente el comerciante griego Demetrius Vikelas, que dos años más tarde en 1896, sería sustituido por el Barón Coubertin. Se sugirieron una gran cantidad de deportes para el programa de Atenas, y como resultado el primer anuncio oficial acerca de los eventos que se desarrollarían incluyó deportes como fútbol y críquet. Estos planes no se concretaron y no todos los deportes anunciados inicialmente estuvieron en la lista final, tan solo once deportes fueron incluidos en el programa de los juegos, con la disputa de 43 pruebas, y el remo y la vela fueron incluidos pero tuvieron que ser cancelados debido a los fuertes vientos el día de la competición.
- Atletismo (12)
- Ciclismo
  -  Ciclismo en pista (5)
  -  Ciclismo en ruta (1)
- Esgrima (3)
- Gimnasia artística (8)
- Halterofilia (2)
- Lucha grecorromana (1)
- Natación (4)
- Tenis (2)
- Tiro (5)

#### Atletismo

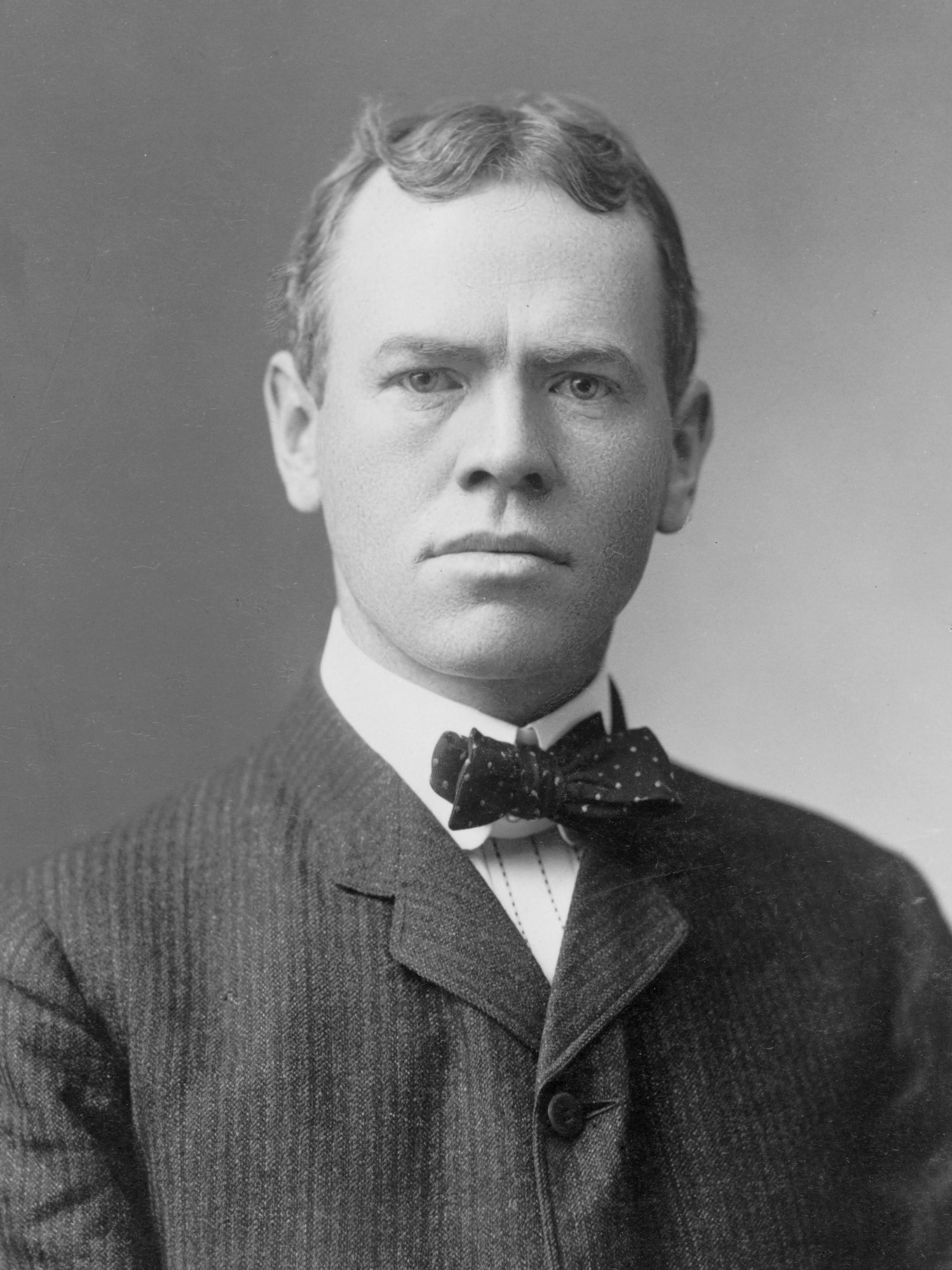
El atleta estadounidense James Connolly fue el primer campeón olímpico de la historia.

Los eventos de atletismo tenían mayor alcance internacional que cualquier otro deporte. James Connolly de los Estados Unidos ganó el triple salto el 6 de abril de 1896 convirtiéndose en el primer Campeón Olímpico en 1503 años. Terminó también segundo en salto de altura y tercero en salto de longitud. El viaje hasta Atenas lo realizó en barco de carga y tren.
Lo más destacado fue la maratón, llevada a cabo por primera vez en una competencia internacional. Spiridon Louis, un desconocido acarreador de agua, ganó el evento para convertirse en el único campeón de atletismo de Grecia y en un héroe nacional. Aunque Grecia era favorita para ganar en lanzamiento de disco y lanzamiento de peso, los atletas griegos mejor clasificados terminaron detrás del estadounidense Robert Garrett en ambos eventos. Garrett se había entrenado con un disco muy pesado y al llegar a la competición se percató que el disco utilizado en la justa olímpica era más liviano.
No se impuso ningún récord mundial debido a que muy pocos competidores internacionales fueron escogidos para participar. Además, las curvas en la pista eran muy pronunciadas haciendo muy difícil alcanzar altas velocidades en las carreras de pista. A pesar de esto Thomas Burke, de los Estados Unidos, ganó la competición de 100 m en 12,0 segundos y la de 400 m en 58,4 segundos. Burke fue el único en usar el estilo de salida agachado (poniendo la rodilla en el suelo), confundiendo a los jueces. Finalmente, le fue permitido comenzar desde esta "incómoda" posición.
El chileno Luis Subercaseaux compitió en los 100 metros planos y fue el único participante iberoamericano en todos los Juegos Olímpicos, pese a que no hubo una autorización oficial de su país de origen, lo que ha motivado que Chile fuera incluido en estos juegos algunas veces y otras no. El australiano Teddy Flack ganó los 800 m y los 1500 m. Ellery Clark de los Estados Unidos ganó el salto de altura y el salto de longitud.

#### Ciclismo

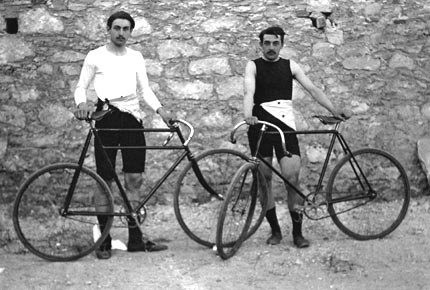
Los franceses Léon Flameng (izq.) y Paul Masson ganaron cuatro eventos de ciclismo.

En las competiciones de ciclismo se utilizaron las reglas de la Asociación Internacional de Ciclismo. Los eventos de ciclismo en pista se celebraron en el nuevo Velódromo Neo Phaliron. Únicamente hubo una prueba de carretera, una carrera desde Atenas hasta Maratón, ida y vuelta (unos 87 kilómetros).
En los eventos de pista, el mejor ciclista fue el francés Paul Masson, quien ganó los eventos de velocidad y los 10 000 metros. En la carrera de 100 kilómetros, Masson entró como marcapasos de su compatriota Léon Flameng. Flameng ganó el evento, después de recuperarse de una caída y después de detenerse a esperar a que su oponente, el griego Georgios Kolettis, reparara un problema mecánico. El esgrimista austriaco Adolf Schmal ganó la carrera de 12 horas, que solo completaron dos ciclistas, mientras que el evento en carretera lo ganó Aristidis Konstantinidis.

#### Esgrima

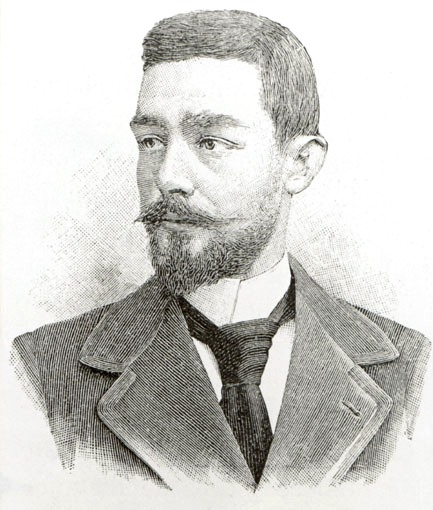
El esgrimista Leonidas Pyrgos se convirtió en el primer campeón olímpico griego de la era moderna, al ganar la competencia de Florete Profesional.

Los eventos de esgrima se desarrollaron en el Zappeion, que, construido con el dinero que Evangelos Zappas había invertido para revivir los antiguos Juegos, no había visto nunca antes ningún evento atlético. A diferencia de otros deportes, en los que solo se permitió la participación de amateurs, en esgrima sí se les permitió participar a los deportistas profesionales, aunque en un evento separado.
Originalmente se planificaron cuatro eventos, pero el de espada fue cancelado por razones desconocidas. En florete el ganador fue el francés Eugène-Henri Gravelotte, quien derrotó a su compatriota Henri Callot en la final. Dos atletas griegos ganaron los otros dos eventos, sable y florete profesional. Leonidas Pyrgos, quien ganó en florete profesional, se convirtió en el primer campeón olímpico griego de la era moderna.

#### Gimnasia artística

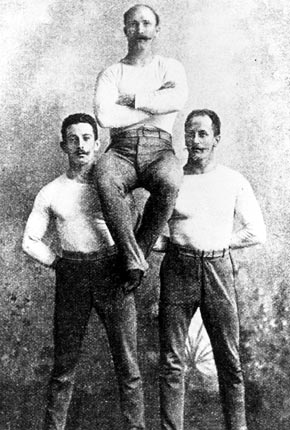
Los campeones individuales alemanes: Schuhmann, Flatow, y Weingärtner.

Las competencias de gimnasia se celebraron en el Estadio Panathinaikó. Alemania, que había enviado un equipo de once hombres, ganó cinco de los ocho eventos, incluyendo los dos en equipos. En el evento de barra fija por equipo los alemanes no tuvieron oponente. Tres alemanes también ganaron títulos individuales: Hermann Weingärtner ganó en barra fija individual, Alfred Flatow en barras paralelas individual y Carl Schuhmann, que también compitió en lucha, ganó en salto de potro. Louis Zutter, un gimnasta suizo, ganó el evento de potro con anillas, mientras los griegos Ioannis Mitropoulos y Nikolaos Andriakopoulos fueron los ganadores de los eventos de anillas y escalada de cuerda, respectivamente.

#### Halterofilia
El deporte de halterofilia aún era joven en 1896 y las reglas eran diferentes a las que se usan hoy. Las competencias eran al aire libre, en el campo del estadio principal y no había límites de peso. El primer evento fue en un estilo que hoy se llama "de dos tiempos". Dos competidores participaron: el escocés Launceston Elliot y Viggo Jensen de Dinamarca. Ambos levantaron el mismo peso; pero el jurado, con el rey Jorge como jefe, decidió que Jensen lo hizo con un mejor estilo. La delegación británica, que no estaba acostumbrada a esta regla de desempate, protestó la decisión. Los atletas entonces hicieron nuevos intentos pero ninguno logró mejorar su marca, con lo que Jensen fue declarado campeón.
Elliot tuvo una segunda oportunidad en el evento de levantamiento de peso con una mano, que se celebró inmediatamente después del de dos manos. Jensen se había lesionado levemente en sus últimos intentos a dos manos por lo que no fue rival para Elliot. Durante el evento sucedió un incidente curioso: un sirviente fue encargado de retirar las pesas, lo que pareció muy difícil para él. El rey Jorge entonces fue a ayudarle, levantó la pesa y la tiró a una considerable distancia con facilidad, para el delirio de la multitud.

#### Lucha grecorromana

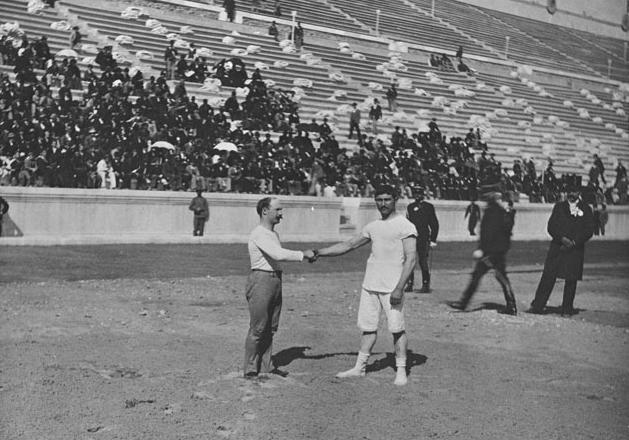
Carl Schuhmann (izq.) y Georgios Tsitas se saludan antes de la prueba final de lucha.

Las competencias de lucha fueron llevadas a cabo en el Panathinaiko. En estas no existieron categorías por peso, lo que significó que solo hubo un ganador entre todos los competidores. Las reglas usadas eran similares a la lucha grecorromana moderna, aunque no había límite de tiempo y no estaba prohibido sostener al rival por las piernas.
A excepción de los dos competidores griegos, todos los demás ya habían participado en eventos de otros deportes. El campeón de halterofilia Launceston Elliot enfrentó al campeón de gimnasia Carl Schuhmann. Este último ganó y avanzó a la final, donde enfrentó a Georgios Tsitas, que había derrotado a Stephanos Christopoulos. La oscuridad obligó a suspender la lucha final después de 40 minutos. Fue continuada el día siguiente, cuando Schuhmann solo necesitó 15 minutos para acabarla.

#### Natación

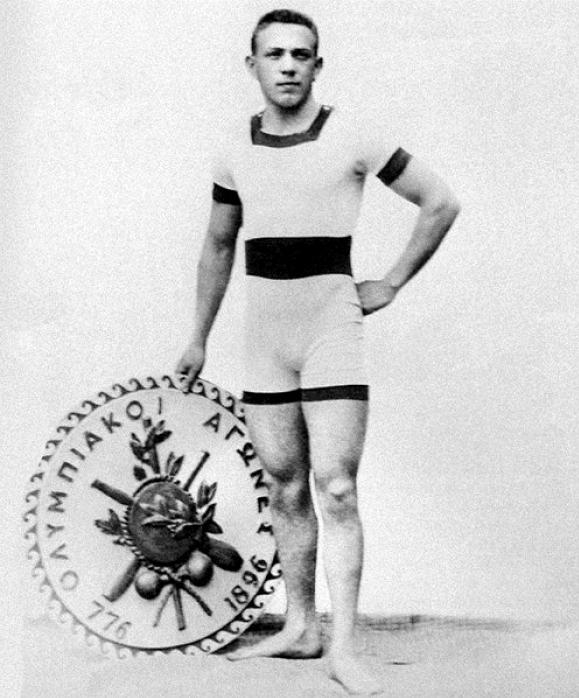
Alfréd Hajós, el primer campeón olímpico de natación.

Las competencias de natación se desarrollaron en mar abierto porque los organizadores rechazaron la construcción de un estadio especializado, debido a los costos. Cerca de 20 000 espectadores se alinearon en la Bahía de Zea fuera de las costas de El Pireo para ver los eventos. El agua en la bahía estaba fría, y los atletas sufrían durante sus carreras. Hubo tres eventos abiertos, 100 metros estilo libre, 400 metros estilo libre y 1200 metros estilo libre, además de otro evento de 100 metros estilo libre únicamente para marineros griegos. Todos los eventos se celebraron el mismo día, 11 de abril.
Para Alfréd Hajós de Hungría, esto significó que únicamente podría competir en dos de los eventos, porque se iban a celebrar con muy poco tiempo entre ellos, lo que no le daría tiempo suficiente para recuperarse adecuadamente. Sin embargo, ganó los dos eventos en que participó, 100 y 1200 metros estilo libre. Para esta última carrera los nadadores fueron transportados en barco, dejándolos regresar solos hasta la orilla. Al terminar la carrera Hajós afirmó que más lo impulsó su deseo de sobrevivir que el de ganar la carrera. El evento de 500 metros estilo libre lo ganó el austriaco Paul Neumann quien sacó a sus oponentes más de minuto y medio de ventaja.

#### Tenis

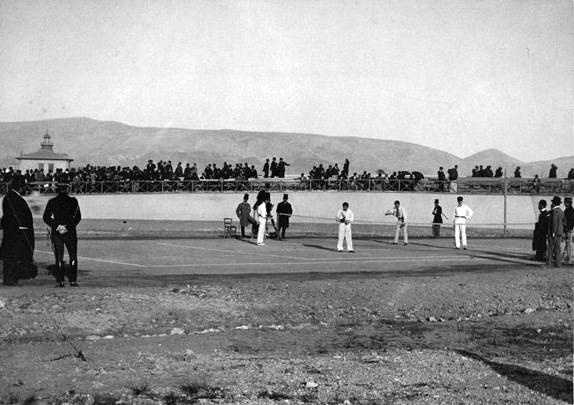
Tenis en los Juegos Olímpicos de Atenas 1896

A pesar de que el tenis ya era un deporte popular a finales del siglo XIX, ninguno de los grandes jugadores de la época participó en el torneo de Atenas. La competencia se celebró en las canchas del Club de Tenis de Atenas y en el campo del velódromo usado para los eventos de ciclismo. John Pius Boland quien ganó el evento, entró a la competencia gracias a un compañero suyo en la Universidad de Oxford; el griego Konstantinos Manos. Como miembro del subcomité de tenis de los Juegos, Manos trató, con la asistencia de Boland, de reclutar competidores para los juegos entre los círculos deportivos de Oxford. En la primera fase Boland venció a Friedrich Traun, un prometedor tenista de Hamburgo, que había sido eliminado en la carrera de 100 metros. Boland y Traun decidieron hacer equipo para el evento de dobles en el que llegaron a la final y vencieron a sus oponentes después de perder el primer set.

#### Tiro
Celebrada en un rancho en Kallithea, la competencia de tiro consistió en cinco eventos, dos usando rifle y tres con pistola. El primer evento, rifle militar 200 metros, fue ganado por Pantelis Karasevdas, el único competidor que dio al blanco en todos los disparos. El segundo evento, pistola militar 25 metros, fue dominado por dos hermanos estadounidenses: John y Sumner Paine, que se convirtieron en los primeros hermanos en terminar primero y segundo en el mismo evento. A fin de no avergonzar a sus anfitriones, los hermanos decidieron que solo uno de ellos competiría en el siguiente evento, pistola militar 50 metros. Sumner Paine ganó ese evento y se convirtió además en el primer pariente de un campeón olímpico en ser también campeón.
Los hermanos Paine no completaron el evento de pistola rápida 25 metros porque los jueces determinaron que sus armas no eran del calibre requerido. En su ausencia el ganador fue Ioannis Phrangoudis. El último evento, rifle militar 300 metros, comenzó ese mismo día, sin embargo no pudo ser completado debido a la oscuridad y finalizó la mañana siguiente, cuando Georgios Orphanidis fue coronado campeón.

### Ceremonia de Clausura
En la mañana del domingo 12 de abril, el rey Jorge organizó un banquete para los oficiales y atletas (aunque algunos ya no estaban allí). Durante su discurso dejó claro que, en lo que a él correspondía, los Juegos debían desarrollarse en Atenas siempre. La ceremonia de clausura oficial se celebró el miércoles siguiente, después de ser aplazada el martes debido a la lluvia.
Al igual que en la ceremonia de apertura, la familia real presidió la clausura, que fue abierta por el himno nacional de Grecia y una composición en griego antiguo de George S. Robertson, un atleta británico. Posteriormente el rey entregó los premios a los ganadores: medalla de plata, rama de olivo y diploma a los primeros y medalla de cobre, rama de laurel y diploma a los segundos; los clasificados en tercer lugar no recibieron medallas. Spyridon Louis guio a los medallistas en una vuelta de honor alrededor del estadio mientras se entonaba el Himno Olímpico. Después el rey anunció oficialmente que la primera Olimpiada había finalizado y abandonó el estadio mientras la banda de música tocaba el himno nacional griego y la gente aplaudía.

### Calendario
| ● | Ceremonia de apertura | ● | Clasificatorias | ● | Eventos finales | ● | Ceremonia de clausura |

| abril              | 6 | 7 | 8 | 9 | 10 | 11 | 12 | 13 | 14 | 15 |
| ------------------ | - | - | - | - | -- | -- | -- | -- | -- | -- |
| Ceremonias         | ● |   |   |   |    |    |    |    |    | ●  |
| Atletismo          | ● | ● |   | ● | ●  |    |    |    |    |    |
| Ciclismo en pista  |   |   | ● |   |    | ●  |    | ●  |    |    |
| Ciclismo en ruta   |   |   |   |   |    |    | ●  |    |    |    |
| Esgrima            |   | ● |   | ● |    |    |    |    |    |    |
| Gimnasia artística |   |   |   | ● | ●  |    |    |    |    |    |
| Halterofilia       |   | ● |   |   |    |    |    |    |    |    |
| Lucha              |   |   |   |   | ●  | ●  |    |    |    |    |
| Natación           |   |   |   |   |    | ●  |    |    |    |    |
| Tenis              |   |   | ● | ● |    | ●  |    |    |    |    |
| Tiro               |   |   | ● | ● | ●  | ●  | ●  |    |    |    |
| abril              | 6 | 7 | 8 | 9 | 10 | 11 | 12 | 13 | 14 | 15 |

## Países participantes
El concepto de equipos nacionales no fue una parte importante del movimiento Olímpico hasta los Juegos Intercalados de 1906, aunque muchas fuentes listan la nacionalidad de los competidores en 1896 y cuentan sus medallas, con conflictos importantes en relación con qué naciones compitieron.
El Comité Olímpico Internacional reconoce la participación de catorce países, aunque sin listarlos. Algunas fuentes listan doce, excluyendo a Bulgaria y Chile; mientras que otras listan 13, incluyendo a estos dos y excluyendo a Italia. Egipto es incluido algunas veces por la participación de Dionysios Kasdaglis y Bélgica y Rusia inscribieron competidores que acabaron retirándose. Los catorce países siguientes son reconocidos por el COI:
- Alemania (GER)

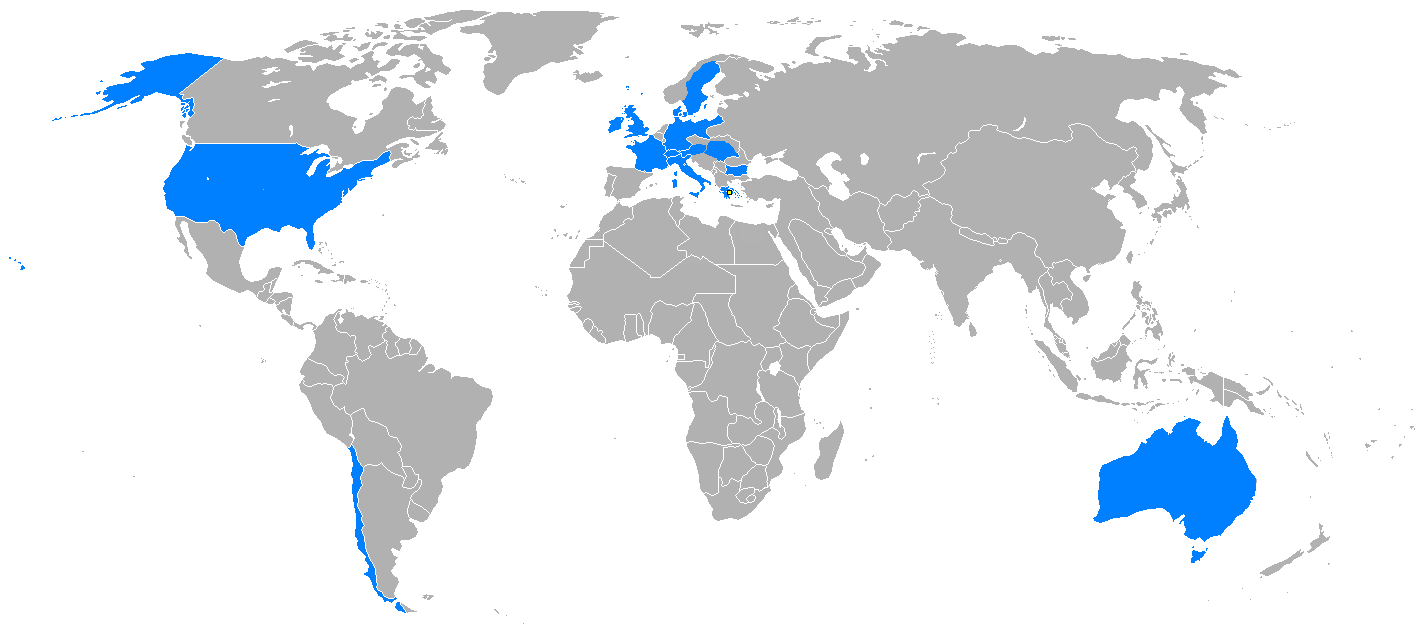
Países participantes.

- Australia (AUS), cuando todavía seguía siendo parte del Reino Unido.
- Austria (AUT), cuando todavía era parte de Austria-Hungría, los atletas austriacos participaban de forma independiente.
- Bulgaria (BUL)
- Chile (CHI)[17][18][19]
- Dinamarca (DEN)
- Estados Unidos (EUA)
- Francia (FRA)
- Grecia (GRE), incluyendo a los representantes de Chipre y Esmirna.
- Hungría (HUN), cuando todavía era parte de Austria-Hungría, los atletas húngaros participaban de forma independiente, incluyendo a los provenientes de Croacia, Eslovaquia, Transilvania y Voivodina.
- Italia (ITA)
- Reino Unido (GBR)
- Suecia (SWE)
- Suiza (SUI).

## Medallero

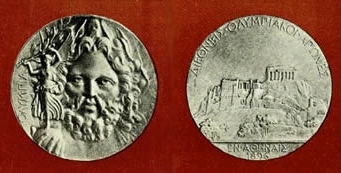
Medalla de plata de los Juegos.

País organizador (Grecia)
| Núm. | País                 | Oro | Plata | Bronce | Total |
| ---- | -------------------- | --- | ----- | ------ | ----- |
| 1    | Estados Unidos (USA) | 11  | 7     | 2      | 20    |
| 2    | Grecia (GRE)         | 10  | 18    | 19     | 47    |
| 3    | Alemania (GER)       | 6   | 5     | 2      | 13    |
| 4    | Francia (FRA)        | 5   | 4     | 2      | 11    |
| 5    | Reino Unido (GBR)    | 2   | 3     | 2      | 7     |
| 6    | Hungría (HUN)        | 2   | 1     | 3      | 6     |
| 7    | Austria (AUT)        | 2   | 1     | 2      | 5     |
| 8    | Australia (AUS)      | 2   | 0     | 0      | 2     |
| 9    | Dinamarca (DEN)      | 1   | 2     | 3      | 6     |
| 10   | Suiza (SUI)          | 1   | 2     | 0      | 3     |

Ver medallero completo en Medallero de los Juegos Olímpicos de Atenas 1896
Durante los eventos de los primeros Juegos Olímpicos se entregó una medalla de plata, una rama de olivo y un diploma a los ganadores del primer puesto en cada evento. Para el segundo lugar se entregó una medalla de cobre, una rama de laurel y un diploma.
En la medalla se observa la cara del dios Zeus sosteniendo en su mano un globo sobre el cual se posa la victoria con alas. En la parte inferior se lee en griego la palabra «Olympia». En el reverso se muestra la acrópolis y el texto en griego: Juegos Olímpicos Internacionales en Atenas 1896.